# سم نوجوما
سم نوجوما (انگلیسی: Sam Nujoma؛ زادهٔ ۱۲ مهٔ ۱۹۲۹ – درگذشتهٔ ۸ فوریهٔ ۲۰۲۵) یک سیاستمدار اهل نامیبیا بود. وی از ۲۱ مارس ۱۹۹۰ تا ۲۱ مارس ۲۰۰۵ رئیس‌جمهور این کشور بود.
سم نوجوما در ۸ فوریه ۲۰۲۵، در سن ۹۵ سالگی درگذشت.